# Maxwell Noronha
Maxwell Valentine Noronha (ur. 14 lutego 1926 w Kayamkulam, zm. 28 stycznia 2018 w Kozhikode) – indyjski duchowny katolicki, biskup diecezjalny Kalikatu w latach 1980–2002.

## Życiorys
Święcenia kapłańskie otrzymał 24 sierpnia 1952.
7 czerwca 1980 papież Jan Paweł II mianował go biskupem diecezjalnym Kalikatu. 7 września tego samego roku z rąk biskupa Aldo Patroni przyjął sakrę biskupią. 19 kwietnia 2002, ze względu na wiek, złożył rezygnację z zajmowanej funkcji na ręce papieża Jana Pawła II.
Zmarł 28 stycznia 2018.